# Вовчинець (Вижницький район)
Вовчи́нець — село в Україні, у Берегометській селищній громаді Вижницького району Чернівецької області.

## Історія
З 24 серпня 1991 року село входить до складу незалежної України.
У 2020 році шляхом об'єднання сільських рад, село увійшло до складу Берегометської селищної громади.

## Населення
Згідно з переписом УРСР 1989 року чисельність наявного населення села становила 762 особи, з яких 376 чоловіків та 386 жінок.
За переписом населення України 2001 року в селі мешкало 770 осіб.

## Мова
Розподіл населення за рідною мовою за даними перепису 2001 року:
| Мова       | Відсоток |
| ---------- | -------- |
| українська | 98,97 %  |
| російська  | 0,39 %   |
| молдовська | 0,26 %   |
| румунська  | 0,26 %   |
| білоруська | 0,13 %   |

## Особистість
- Гаджа Володимир Валерійович (1998—2023) — військовослужбовець Збройних сил України, учасник російсько-української війни[5].